# Championnats du monde de BMX Racing
Cet article traite uniquement des épreuves de BMX race. Pour la compétition de BMX freestyle, voir Championnats du monde de BMX freestyle.
Les Championnats du monde de BMX racing sont les championnats du monde de BMX (bicycle motorcross) organisés par l'Union cycliste internationale (UCI) annuellement.

## Histoire
Le premier championnat du monde de BMX a lieu en 1982 à Dayton (Ohio, États-Unis). Il est organisé par la Fédération Internationale de BMX (IBMXF). À partir de 1985, la Fédération Internationale Amateur de Cyclisme (FIAC) organise des championnats parallèles, bien que le niveau de la concurrence et l'organisation soient nettement plus faibles que sur les compétitions organisées par la Fédération Internationale de BMX. En 1991, les deux fédérations se réunissent et elles organisent conjointement les championnats du monde. En 1996, l'UCI reconnaît pleinement le BMX en organisant le premier championnat du monde sous son égide. De plus, elle reconnait les titres attribués précédemment (depuis l'édition conjointe de 1991).
Les mondiaux 2023 sont organisés dans le cadre des premiers championnats du monde de cyclisme UCI à Glasgow, qui rassemblent tous les quatre ans treize championnats du monde de cyclisme dans différentes disciplines cyclistes. 
En 2020, le championnat du monde est affecté par la pandémie de maladie à coronavirus 2020. L'édition devait initialement se tenir du 26 au 31 mai à Houston au Texas.

## Format de la compétition
Les épreuves du championnat du monde ont lieu sur une seule course qui se déroule habituellement lors de la dernière semaine de juillet (en mai ou août lors des années olympiques). Les championnats attribuent les titres de champion du monde pour chacune des six catégories de course prévue par le règlement de l'UCI (l'épreuve du contre-la-montre est au programme de 2011 à 2016).
La catégorie standard (BMX Race) utilise des roues de 20 pouces.
- Hommes
  - Junior (17/18 ans)
  - Moins de 23 ans (19/22 ans)
  - Élite (19 ans et plus)

- Femmes
  - Junior (17/18 ans)
  - Moins de 23 ans (19/22 ans)
  - Élite (19 ans et plus)

Jusqu'en 2010, des titres étaient mis en jeu pour la catégorie cruiser (vélos avec des roues de 24 pouces de diamètre).
- Cruiser masculin
  - Junior (17/18 ans)
  - Élite (19 ans et plus)

- Cruiser féminin
  - Junior (17/18 ans)
  - Élite (19 ans et plus)

L'âge (et donc de la catégorie) est déterminé par l'année civile : en 2022, pour faire partie de la catégorie « Junior » (17/18 ans), il faut être né en 2004 ou 2005, tandis que tous ceux nés en 2003 ou avant peuvent participer aux mondiaux de la catégorie « Moins de 23 ans » ou « Élite », alors que tous les autres concourent en « Élite ».
Jusqu'en 2009, le Championnat du monde a lieu sous la forme traditionnelle d'une course de BMX, qui se compose d'une qualification sur trois manches suivi de tours à éliminations directes sur une seule manche. En 2010, les quatre catégories existantes ont adopté le format des courses de la Coupe du monde, avec des phases éliminatoires établies sur les temps réalisés en qualification. En 2017, le format a une nouvelle fois changé,  le championnat du monde est disputé en une compétition de BMX Race (voir détail des règles dans la page correspondante). La catégorie « Moins de 23 ans » intègre le programme en 2022.
Le vainqueur de chaque catégorie remporte le titre de champion du monde et peut concourir jusqu'à l'édition suivante avec le maillot arc-en-ciel.

## Lieux des compétitions

### Anciens championnats du monde
| Année                          | Pays                           | Ville                          |
| Championnats du monde I.BMX.F. | Championnats du monde I.BMX.F. | Championnats du monde I.BMX.F. |
| ------------------------------ | ------------------------------ | ------------------------------ |
| 1982                           | États-Unis                     | Dayton, OH                     |
| 1983                           | Pays-Bas                       | Slagharen                      |
| 1984                           | Japon                          | Suzuka                         |
| 1985                           | Canada                         | Whistler                       |
| 1986                           | Royaume-Uni                    | Slough                         |
| 1987                           | États-Unis                     | Orlando, FL                    |
| 1988                           | Chili                          | Santiago                       |
| 1989                           | Australie                      | Brisbane                       |
| 1990                           | France                         | Le Castellet                   |

| Année                      | Pays                       | Ville                      |
| Championnats du monde FIAC | Championnats du monde FIAC | Championnats du monde FIAC |
| -------------------------- | -------------------------- | -------------------------- |
| 1985                       | Italie                     | Jesolo                     |
| 1986                       | Italie                     | Riccione                   |
| 1987                       | France                     | Bordeaux                   |
| 1988                       | Belgique                   | Mol                        |
| 1989                       | Brésil                     | São Paulo                  |
| 1990                       | Espagne                    | Aranda de Duero            |

| Année                               | Pays                                | Ville                               |
| Championnats du monde I.BMX.F./FIAC | Championnats du monde I.BMX.F./FIAC | Championnats du monde I.BMX.F./FIAC |
| ----------------------------------- | ----------------------------------- | ----------------------------------- |
| 1991                                | Norvège                             | Sandnes                             |
| 1992                                | Brésil                              | Salvador                            |
| 1993                                | Pays-Bas                            | Schijndel                           |
| 1994                                | États-Unis                          | Waterford, MI                       |
| 1995                                | Colombie                            | Bogota                              |

### Championnats du monde UCI
| Année | Pays             | Ville            |
| ----- | ---------------- | ---------------- |
| 1996  | Royaume-Uni      | Brighton         |
| 1997  | Canada           | Saskatoon        |
| 1998  | Australie        | Melbourne        |
| 1999  | France           | Vallet           |
| 2000  | Argentine        | Córdoba          |
| 2001  | États-Unis       | Louisville, KY   |
| 2002  | Brésil           | Paulinia         |
| 2003  | Australie        | Perth            |
| 2004  | Pays-Bas         | Valkenswaard     |
| 2005  | France           | Paris            |
| 2006  | Brésil           | São Paulo        |
| 2007  | Canada           | Victoria         |
| 2008  | Chine            | Taiyuan          |
| 2009  | Australie        | Adélaïde         |
| 2010  | Afrique du Sud   | Pietermaritzburg |
| 2011  | Danemark         | Copenhague       |
| 2012  | Royaume-Uni      | Birmingham       |
| 2013  | Nouvelle-Zélande | Auckland         |

| Année | Pays                       | Ville                      |
| ----- | -------------------------- | -------------------------- |
| 2014  | Pays-Bas                   | Rotterdam                  |
| 2015  | Belgique                   | Heusden-Zolder             |
| 2016  | Colombie                   | Medellín                   |
| 2017  | États-Unis                 | Rock Hill, SC              |
| 2018  | Azerbaïdjan                | Bakou                      |
| 2019  | Belgique                   | Heusden-Zolder             |
| 2020  | Édition annulée (Covid-19) | Édition annulée (Covid-19) |
| 2021  | Pays-Bas                   | Papendal                   |
| 2022  | France                     | Nantes                     |
| 2023  | Grande-Bretagne            | Glasgow                    |
| 2024  | États-Unis                 | Rock Hill, SC              |
| 2025  | Danemark                   | Copenhague                 |
| 2026  | Australie                  | Brisbane                   |
| 2027  | France                     | Haute-Savoie               |
| 2028  | États-Unis                 | Houston                    |
| 2029  | Belgique                   | Heusden-Zolder             |

## Palmarès

### Épreuves masculines

#### Élites
| Éditions                   | Or                                                   | Argent                                               | Bronze                                               |
| -------------------------- | ---------------------------------------------------- | ---------------------------------------------------- | ---------------------------------------------------- |
| Championnats I.BMX.F.      |                                                      |                                                      |                                                      |
| 1982                       | Greg Hill                                            | Anthony Sewell                                       | Clint Miller                                         |
| 1983                       | Clint Miller                                         | Greg Hill                                            | Matt Harris                                          |
| 1984                       | Phil Hoogendoorn                                     | Xavier Redois                                        | Ludy van der Werff                                   |
| 1985                       | Craig Schofield                                      | Xavier Redois                                        | Phil Hoogendoorn                                     |
| 1986                       | Phil Hoogendoorn                                     | Addie van de Ven                                     | Tom Lynch                                            |
| 1987                       | Mike King                                            | Mike Kiniyalocts                                     | David Cullinan                                       |
| 1988                       | David Kastler                                        | Bas de Bever                                         | Xavier Redois                                        |
| 1989                       | Éric Minozzi                                         | Bas de Bever                                         | Nico Does                                            |
| 1990                       | Wilco Groenendaal                                    | Rob Bulten                                           | Yannick Delporte                                     |
| Championnats I.BMX.F./FIAC |                                                      |                                                      |                                                      |
| 1991                       | Christophe Lévêque                                   | Bas de Bever                                         | Wilco Groenendaal                                    |
| 1992                       | Wilco Groenendaal                                    | Christophe Lévêque                                   | Daniel Rojas                                         |
| 1993                       | Gary Ellis                                           | Dale Holmes                                          | Charles Townsend                                     |
| 1994                       | Danny Nelson                                         | Matt Hadan                                           | Wilco Groenendaal                                    |
| 1995                       | Christophe Lévêque                                   | Gary Ellis                                           | Jamie Staff                                          |
| Championnats UCI           |                                                      |                                                      |                                                      |
| 1996                       | Dale Holmes                                          | Randy Stumpfhauser                                   | Florent Boutte                                       |
| 1997                       | John Purse                                           | Greg Romero                                          | Matt Hadan                                           |
| 1998                       | Thomas Allier                                        | Andy Contes                                          | Dylan Clayton                                        |
| 1999                       | Robert de Wilde                                      | Christophe Lévêque                                   | Mario Andrés Soto                                    |
| 2000                       | Thomas Allier                                        | Christophe Lévêque                                   | Dale Holmes                                          |
| 2001                       | Dale Holmes                                          | Ivo Lakučs                                           | Randy Stumpfhauser                                   |
| 2002                       | Kyle Bennett                                         | Randy Stumpfhauser                                   | Wade Bootes                                          |
| 2003                       | Kyle Bennett                                         | Randy Stumpfhauser                                   | Robert de Wilde                                      |
| 2004                       | Warwick Stevenson                                    | Cristian Becerine                                    | Bubba Harris                                         |
| 2005                       | Bubba Harris                                         | Mike Day                                             | Robert de Wilde                                      |
| 2006                       | Javier Colombo                                       | Randy Stumpfhauser                                   | Mike Day                                             |
| 2007                       | Kyle Bennett                                         | Khalen Young                                         | Randy Stumpfhauser                                   |
| 2008                       | Māris Štrombergs                                     | Steven Cisar                                         | Sifiso Nhlapo                                        |
| 2009                       | Donny Robinson                                       | Mike Day                                             | Ramiro Marino                                        |
| 2010                       | Māris Štrombergs                                     | Sifiso Nhlapo                                        | Joris Daudet                                         |
| 2011                       | Joris Daudet                                         | Māris Štrombergs                                     | Marc Willers                                         |
| 2012                       | Sam Willoughby                                       | Joris Daudet                                         | Moana Moo-Caille                                     |
| 2013                       | Liam Phillips                                        | Marc Willers                                         | Luis Brethauer                                       |
| 2014                       | Sam Willoughby                                       | Tory Nyhaug                                          | Tre Whyte                                            |
| 2015                       | Niek Kimmann                                         | Jelle van Gorkom                                     | David Graf                                           |
| 2016                       | Joris Daudet                                         | Niek Kimmann                                         | Nicholas Long                                        |
| 2017                       | Corben Sharrah                                       | Sylvain André                                        | Joris Daudet                                         |
| 2018                       | Sylvain André                                        | Joris Daudet                                         | Anderson Souza                                       |
| 2019                       | Twan van Gendt                                       | Niek Kimmann                                         | Sylvain André                                        |
| 2020                       | Édition annulée en raison de la pandémie de Covid-19 | Édition annulée en raison de la pandémie de Covid-19 | Édition annulée en raison de la pandémie de Covid-19 |
| 2021                       | Niek Kimmann                                         | Sylvain André                                        | David Graf                                           |
| 2022                       | Simon Marquart                                       | Kye Whyte                                            | Joris Daudet                                         |
| 2023                       | Romain Mahieu                                        | Arthur Pilard                                        | Joris Daudet                                         |
| 2024                       | Joris Daudet                                         | Niek Kimmann                                         | Sylvain André                                        |
| 2025                       | Arthur Pilard                                        | Izaac Kennedy                                        | Eddy Clerté                                          |

#### Cruiser
| Éditions                   | Or                 | Argent             | Bronze             |
| -------------------------- | ------------------ | ------------------ | ------------------ |
| Championnats I.BMX.F.      |                    |                    |                    |
| 1983                       | Matt Harris        | Toby Henderson     | Jef Bottema        |
| 1984                       | Phil Hoogendoorn   | Tim March          | Ludy van der Werff |
| 1985                       | Phil Hoogendoorn   | Luc Koehler        | Xavier Redois      |
| 1986                       | Patrick Dewael     | Rainer Schadowski  | Xavier Redois      |
| 1987                       | Claude Vuillemot   | Jimmy Puglin       | Phil Hoogendoorn   |
| 1988                       | Non-disputés       | Non-disputés       | Non-disputés       |
| 1989                       | Kenny May          | Bas de Bever       | Éric Minozzi       |
| 1990                       | Bas de Bever       | Franck Chevreton   | Bernard Gant       |
| Championnats I.BMX.F./FIAC |                    |                    |                    |
| 1991                       | Bas de Bever       | Rob Bulten         | Jorg de Louw       |
| 1992                       | Bas de Bever       | Éric Minozzi       | Claude Vuillemot   |
| 1993                       | Christophe Lévêque | Rob Bulten         | Jorg de Louw       |
| 1994                       | Jason Richardson   | Jamie Staff        | Dale Holmes        |
| 1995                       | Non-disputés       | Non-disputés       | Non-disputés       |
| Championnats UCI           |                    |                    |                    |
| 1996                       | Jamie Staff        | Jason Richardson   | Florent Boutte     |
| 1997                       | Christophe Lévêque | Neal Wood          | Dale Holmes        |
| 1998                       | Christophe Lévêque | Dale Holmes        | Matt Hadan         |
| 1999                       | Christophe Lévêque | Thomas Allier      | Jason Richardson   |
| 2000                       | Mario Andrés Soto  | Randy Stumpfhauser | Steve Veltman      |
| 2001                       | Christophe Lévêque | Dale Holmes        | Randy Stumpfhauser |
| 2002                       | Randy Stumpfhauser | Cristian Becerine  | Michal Prokop      |
| 2003                       | Randy Stumpfhauser | Michal Prokop      | Luke Madill        |
| 2004                       | Randy Stumpfhauser | Jason Richardson   | Cristian Becerine  |
| 2005                       | Randy Stumpfhauser | Kelvin Batey       | Bjorn Wynants      |
| 2006                       | Donny Robinson     | Daniel Caluag      | Damien Godet       |
| 2007                       | Jonathan Suarez    | Daniel Caluag      | Kelvin Batey       |
| 2008                       | Thomas Hamon       | Manuel De Vecchi   | Jonathan Suarez    |
| 2009                       | Ivo van der Putten | Sander Bisseling   | Vincent Pelluard   |
| 2010                       | Renato Rezende     | Andrés Jiménez     | Carlos Oquendo     |

#### Contre-la-montre
| Éditions | Or                  | Argent           | Bronze           |
| -------- | ------------------- | ---------------- | ---------------- |
| 2011     | André Fosså Aguiluz | Jelle van Gorkom | Brian Kirkham    |
| 2012     | Connor Fields       | Liam Phillips    | Sylvain André    |
| 2013     | Connor Fields       | Joris Daudet     | Sylvain André    |
| 2014     | Sam Willoughby      | Corben Sharrah   | Joris Daudet     |
| 2015     | Joris Daudet        | Niek Kimmann     | Connor Fields    |
| 2016     | Niek Kimmann        | Sam Willoughby   | Māris Štrombergs |

#### Espoirs
| Éditions | Or                  | Argent              | Bronze        |
| -------- | ------------------- | ------------------- | ------------- |
| 2022     | Léo Garoyan         | Juan Camilo Ramírez | Asuma Nakai   |
| 2023     | Filib Steiner       | Matéo Colsenet      | Rico Bearman  |
| 2024     | Pedro Benalcazar    | Patrick O'Brien     | Jason Noordam |
| 2025     | Alexis Pieczanowsky | Joshua Jolly        | Jason Noordam |

#### Juniors
| Éditions | Or                                                   | Argent                                               | Bronze                                               |
| -------- | ---------------------------------------------------- | ---------------------------------------------------- | ---------------------------------------------------- |
| 1996     | Carmine Falco                                        | Jason Whitted                                        | Thierry Fouilleul                                    |
| 1997     | Ivo Lakučs                                           | Thierry Fouilleul                                    | Mickael Deldycke                                     |
| 1998     | Brandon Meadows                                      | Mickael Deldycke                                     | Luke Madill                                          |
| 1999     | Dan Shanahan                                         | Steve Larralde                                       | Kelvin Batey                                         |
| 2000     | Jason Ream                                           | Santiago Silva Romero                                | Allan Duarte                                         |
| 2001     | Donny Robinson                                       | Ian Stoffel                                          | Jérémy Cotte                                         |
| 2002     | Pablo Gutierrez                                      | Taylor Wells                                         | Edwin Montoya                                        |
| 2003     | Artūrs Matisons                                      | Manuel Alejandro López                               | Sander Bisseling                                     |
| 2004     | Michael Fenwick                                      | Thomas Hamon                                         | Ivo van der Putten                                   |
| 2005     | Micael Cesar                                         | Benoît Leroy                                         | Edgar Bisseling                                      |
| 2006     | Moana Moo-Caille                                     | Martijn Scherpen                                     | Ramiro Marino                                        |
| 2007     | Yvan Lapraz                                          | Joey Bradford                                        | Logan Collins                                        |
| 2008     | Sam Willoughby                                       | Vincent Pelluard                                     | Denzel Stein                                         |
| 2009     | Sam Willoughby                                       | André Fosså Aguiluz                                  | Anthony Dean                                         |
| 2010     | Sylvain André                                        | Kristers Lejins                                      | Twan van Gendt                                       |
| 2011     | Alfredo Campo                                        | Trent Woodcock                                       | Antonin Dupire                                       |
| 2012     | Carlos Ramírez                                       | Maliek Blyndloss                                     | Léopold Tramier                                      |
| 2013     | Sean Gaian                                           | Gonzalo Molina                                       | Jérémy Rencurel                                      |
| 2014     | Niek Kimmann                                         | Sean Gaian                                           | Romain Racine                                        |
| 2015     | Exequiel Torres                                      | Collin Hudson                                        | Romain Racine                                        |
| 2016     | Maynard Peel                                         | Mathis Ragot Richard                                 | Cédric Butti                                         |
| 2017     | Cédric Butti                                         | Kevin van de Groenendaal                             | Mikus Strazdiņš                                      |
| 2018     | Léo Garoyan                                          | Juan Camilo Ramírez                                  | Mauricio Molina                                      |
| 2019     | Tatyan Lui-Hin-Tsan                                  | Oliver Moran                                         | Nathanaël Dieuaide                                   |
| 2020     | Édition annulée en raison de la pandémie de Covid-19 | Édition annulée en raison de la pandémie de Covid-19 | Édition annulée en raison de la pandémie de Covid-19 |
| 2021     | Marco Radaelli                                       | Louison Rousseau                                     | Drew Polk                                            |
| 2022     | Julian Bijsterbosch                                  | Jaymio Brink                                         | Wannes Magdelijns                                    |
| 2023     | Thomas Maturano                                      | Federico Capello                                     | Tommaso Frizzarin                                    |
| 2024     | Joshua Jolly                                         | Niels Appermont                                      | Valentino Vallejo                                    |
| 2025     | Evan Oliveira                                        | Clément Rocherieux                                   | Lucas Zhou                                           |

#### Cruiser juniors
| Éditions | Or                 | Argent                 | Bronze            |
| -------- | ------------------ | ---------------------- | ----------------- |
| 1996     | Scott Beaumont     | Frédéric King          | Scott Burston     |
| 1997     | Thierry Fouilleul  | Mickael Deldycke       | Kevin Royal       |
| 1998     | Warwick Stevenson  | Luke Madill            | Michal Prokop     |
| 1999     | Chad Hernaed       | Michal Prokop          | Medhi Remili (es) |
| 2000     | Medhi Remili (es)  | Quentin Delescluse     | Jason Ream        |
| 2001     | Donny Robinson     | Clément Doby           | Ian Stoffel       |
| 2002     | Santiago Duque     | Jérémy Cotte           | Pablo Gutierrez   |
| 2003     | Artūrs Matisons    | Manuel Alejandro López | Thomas Hamon      |
| 2004     | Augusto Castro     | Jérémy Chaffot         | Aaron Lepp        |
| 2005     | Sifiso Nhlapo      | Jérémy Chaffot         | Josh Oie          |
| 2006     | Joe Sowers         | Fausto Endara          | Edžus Treimanis   |
| 2007     | Fausto Endara      | Yvan Lapraz            | George Sowers     |
| 2008     | Joris Daudet       | Vincent Pelluard       | Jelle van Gorkom  |
| 2009     | Joris Daudet       | David Oquendo (es)     | Renato Rezende    |
| 2010     | David Oquendo (es) | Benjamin Clarke        | Daniel Franks     |

#### Contre-la-montre juniors
| Éditions | Or                   | Argent          | Bronze          |
| -------- | -------------------- | --------------- | --------------- |
| 2011     | Darryn Goodwin       | Trent Woodcock  | Thomas Doucet   |
| 2012     | Romain Mahieu        | Carlos Ramírez  | Lain Van Ogle   |
| 2013     | Romain Mahieu        | Sean Gaian      | Niek Kimmann    |
| 2014     | Niek Kimmann         | Collin Hudson   | Brandon Te Hiko |
| 2015     | Shane Rosa           | Brandon Te Hiko | Collin Hudson   |
| 2016     | Mathis Ragot Richard | Andrew Hughes   | Charles Borel   |

### Épreuves féminines

#### Élites
| Éditions                   | Or                                                   | Argent                                               | Bronze                                               |
| -------------------------- | ---------------------------------------------------- | ---------------------------------------------------- | ---------------------------------------------------- |
| Championnats I.BMX.F.      |                                                      |                                                      |                                                      |
| 1982                       | Kim Johnson                                          | Kathy Schachel                                       | Wendy Edman                                          |
| 1983                       | Monique Franssen                                     | Anita van de Mortel                                  | Melitta Downey                                       |
| 1984                       | Pauline Williams                                     | Monique Franssen                                     | Ruth Demmery                                         |
| 1985                       | Jacqueline Hawke                                     | Yvonne Pinxsteren                                    | Kathy Milos                                          |
| 1986                       | Sarah Jane Nichols                                   | Karen Murphy                                         | Anita van de Mortel                                  |
| 1987                       | Anita van de Mortel                                  | Marsha Blanker                                       | Martiene van der Lievenoogen                         |
| 1988                       | Anita van de Mortel                                  |                                                      |                                                      |
| 1989                       | Fiona Langfeldt                                      | Kelly Walsh                                          | Jodie Wallen                                         |
| 1990                       | Melanie van Deene                                    | Luci Adeyemo                                         | Corine Dorland                                       |
| Championnats I.BMX.F./FIAC |                                                      |                                                      |                                                      |
| 1991                       | Corine Dorland                                       | Wendy Dekker                                         | Kerstin Munski                                       |
| 1992                       | Christelle Le Saout                                  | Corine Dorland                                       | Kerstin Munski                                       |
| 1993                       | Corine Dorland                                       | Wendy Dekker                                         | Tina Madsen                                          |
| 1994                       | Corine Dorland                                       | Karien Gubbels                                       | Tina Madsen                                          |
| 1995                       | Sabine Caballe                                       | Judith Meza                                          | Astrid Delescluse                                    |
| Championnats UCI           |                                                      |                                                      |                                                      |
| 1996                       | Natarsha Williams                                    | Natascha Massop                                      | Kerstin Munski                                       |
| 1997                       | Michelle Cairns                                      | Karien Gubbels                                       | Marie McGilvary                                      |
| 1998                       | Rachael Marshall                                     | Marie McGilvary                                      | Brigitte Busschers                                   |
| 1999                       | Audrey Pichol                                        | Dagmara Poláková                                     | Tatjana Schocher                                     |
| 2000                       | Natarsha Williams                                    | Ellen Bollansee                                      | María Gabriela Díaz                                  |
| 2001                       | María Gabriela Díaz                                  | Marie McGilvary                                      | Elodie Ajinça                                        |
| 2002                       | María Gabriela Díaz                                  | Karine Chambonneau                                   | Jana Horáková                                        |
| 2003                       | Elodie Ajinça                                        | Willy Kanis                                          | Tatjana Schocher                                     |
| 2004                       | María Gabriela Díaz                                  | Cyrielle Convert                                     | Alice Jung                                           |
| 2005                       | Willy Kanis                                          | Renee Junga                                          | Laëtitia Le Corguillé                                |
| 2006                       | Willy Kanis                                          | Gabriela Díaz                                        | Cécile Lazzarotto                                    |
| 2007                       | Shanaze Reade                                        | Sarah Walker                                         | Jana Horáková                                        |
| 2008                       | Shanaze Reade                                        | Anne-Caroline Chausson                               | Sarah Walker                                         |
| 2009                       | Sarah Walker                                         | Eva Ailloud                                          | Arielle Martin                                       |
| 2010                       | Shanaze Reade                                        | Sarah Walker                                         | Alise Post                                           |
| 2011                       | Mariana Pajón                                        | Sarah Walker                                         | Magalie Pottier                                      |
| 2012                       | Magalie Pottier                                      | Eva Ailloud                                          | Romana Labounková                                    |
| 2013                       | Caroline Buchanan                                    | Lauren Reynolds                                      | Manon Valentino                                      |
| 2014                       | Mariana Pajón                                        | Alise Post                                           | Laura Smulders                                       |
| 2015                       | Stefany Hernández                                    | Caroline Buchanan                                    | Simone Christensen                                   |
| 2016                       | Mariana Pajón                                        | Caroline Buchanan                                    | Alise Post                                           |
| 2017                       | Alise Post                                           | Caroline Buchanan                                    | Mariana Pajón                                        |
| 2018                       | Laura Smulders                                       | Merel Smulders                                       | Judy Baauw                                           |
| 2019                       | Alise Willoughby                                     | Laura Smulders                                       | Axelle Étienne                                       |
| 2020                       | Édition annulée en raison de la pandémie de Covid-19 | Édition annulée en raison de la pandémie de Covid-19 | Édition annulée en raison de la pandémie de Covid-19 |
| 2021                       | Beth Shriever                                        | Judy Baauw                                           | Laura Smulders                                       |
| 2022                       | Felicia Stancil                                      | Zoé Claessens                                        | Merel Smulders                                       |
| 2023                       | Beth Shriever                                        | Laura Smulders                                       | Alise Willoughby                                     |
| 2024                       | Alise Willoughby                                     | Zoé Claessens                                        | Daleny Vaughn                                        |
| 2025                       | Beth Shriever                                        | Saya Sakakibara                                      | Judy Baauw                                           |

#### Cruiser
| Éditions | Or                    | Argent            | Bronze          |
| -------- | --------------------- | ----------------- | --------------- |
| 2006     | Laëtitia Le Corguillé | Samantha Cools    | Belén Dutto     |
| 2007     | Sarah Walker          | Aneta Hladíková   | Amélie Despeaux |
| 2008     | Magalie Pottier       | Amélie Despeaux   | Sarah Walker    |
| 2009     | Sarah Walker          | Manon Valentino   | Vilma Rimšaitė  |
| 2010     | Mariana Pajón         | Romana Labounková | Vilma Rimšaitė  |

#### Contre-la-montre
| Éditions | Or                | Argent            | Bronze            |
| -------- | ----------------- | ----------------- | ----------------- |
| 2011     | Shanaze Reade     | Caroline Buchanan | Mariana Pajón     |
| 2012     | Caroline Buchanan | Shanaze Reade     | Eva Ailloud       |
| 2013     | Mariana Pajón     | Alise Post        | Caroline Buchanan |
| 2014     | Laura Smulders    | Caroline Buchanan | Mariana Pajón     |
| 2015     | Mariana Pajón     | Alise Post        | Sarah Walker      |
| 2016     | Caroline Buchanan | Laura Smulders    | Mariana Pajón     |

#### Espoirs
| Éditions | Or                        | Argent               | Bronze         |
| -------- | ------------------------- | -------------------- | -------------- |
| 2022     | Malene Kejlstrup Sørensen | Nadine Aeberhard     | Molly Simpson  |
| 2023     | Tessa Martinez            | Emily Hutt           | Megan Williams |
| 2024     | Veronika Stūriška         | Emily Hutt           | Bella May      |
| 2025     | Michelle Wissing          | Renske van Santvoort | Marie Favrel   |

#### Juniors
| Éditions | Or                                                   | Argent                                               | Bronze                                               |
| -------- | ---------------------------------------------------- | ---------------------------------------------------- | ---------------------------------------------------- |
| 1996     | Alesha Pollard                                       | Tatjana Schocher                                     | Sheila Songcuan                                      |
| 1997     | Rachael Marshall                                     | Audrey Pichol                                        | Ellen Bollansee                                      |
| 1998     | Heather Bruns                                        | María Gabriela Díaz                                  | Jill Kintner                                         |
| 1999     | María Gabriela Díaz                                  | Simone Dür                                           | Rachel Galindo                                       |
| 2000     | Jamie Lilly                                          | Angelines Nicoletta                                  | Kerrie-Lee Lucas                                     |
| 2001     | Michelle Meandro                                     | Héléna Aubry                                         | Jamie Lilly                                          |
| 2002     | Willy Kanis                                          | Cyrielle Convert                                     | Analía Díaz                                          |
| 2003     | Samantha Cools                                       | Kimberly Hayashi                                     | Cyrielle Convert                                     |
| 2004     | Kimberly Hayashi                                     | Laëtitia Le Corguillé                                | Samantha Cools                                       |
| 2005     | Nicole Callisto                                      | Sarah Walker                                         | Melissa Mankowski                                    |
| 2006     | Shanaze Reade                                        | María Eugenia Ruarte                                 | Sarah Walker                                         |
| 2007     | Magalie Pottier                                      | María Eugenia Ruarte                                 | Lieke Klaus                                          |
| 2008     | Manon Valentino                                      | Lauren Reynolds                                      | Rachel Bracken                                       |
| 2009     | Mariana Pajón                                        | Merle van Benthem                                    | Maartje Hereijgers                                   |
| 2010     | Merle van Benthem                                    | Brooke Crain                                         | Melinda McLeod                                       |
| 2011     | Melinda McLeod                                       | Abbie Taylor                                         | Brooke Crain                                         |
| 2012     | Felicia Stancil                                      | Nadja Pries                                          | Danielle George                                      |
| 2013     | Felicia Stancil                                      | Shayona Glynn                                        | Hannah Sarten                                        |
| 2014     | Doménica Azuero                                      | Shealen Reno                                         | Tatiana Kapitanova                                   |
| 2015     | Axelle Étienne                                       | Svetlana Admakina                                    | Kelsey Van Ogle                                      |
| 2016     | Ruby Huisman                                         | Natalia Afremova                                     | Silje Fiskebekk                                      |
| 2017     | Beth Shriever                                        | Saya Sakakibara                                      | Vineta Pētersone                                     |
| 2018     | Indy Scheepers                                       | Zoé Claessens                                        | Gabriela Bolle                                       |
| 2019     | Jessie Smith                                         | Agustina Cavalli                                     | Zoé Claessens                                        |
| 2020     | Édition annulée en raison de la pandémie de Covid-19 | Édition annulée en raison de la pandémie de Covid-19 | Édition annulée en raison de la pandémie de Covid-19 |
| 2021     | Mariane Beltrando                                    | Teigen Pascual                                       | Michelle Wissing                                     |
| 2022     | Léa Brindjonc                                        | Veronika Stūriška                                    | Sabina Košárková                                     |
| 2023     | Veronika Stūriška                                    | Sienna Pal                                           | Ava Corley                                           |
| 2024     | Teya Rufus                                           | Lily Greenough                                       | Ava Corley                                           |
| 2025     | Lily Greenough                                       | Elsa Rendall                                         | Alexis Alden                                         |

#### Cruiser juniors
| Éditions | Or              | Argent             | Bronze          |
| -------- | --------------- | ------------------ | --------------- |
| 2006     | Amanda Geving   | Sarah Walker       | Magalie Pottier |
| 2007     | Magalie Pottier | Romana Labounková  | Joyce Seesing   |
| 2008     | Mariana Pajón   | Manon Valentino    | Eva Ailloud     |
| 2009     | Mariana Pajón   | Maartje Hereijgers | Ashley Verhagen |
| 2010     | Teagan O'Keeffe | Enora Le Roux      | Bianca Quinalha |

#### Contre-la-montre juniors
| Éditions | Or              | Argent          | Bronze             |
| -------- | --------------- | --------------- | ------------------ |
| 2011     | Melinda McLeod  | Brooke Crain    | Nadja Pries        |
| 2012     | Felicia Stancil | Nadja Pries     | Simone Christensen |
| 2013     | Felicia Stancil | Rachel Jones    | Sarah Sailer       |
| 2014     | Sandie Thibaut  | Doménica Azuero | Shealen Reno       |
| 2015     | Axelle Étienne  | Ruby Huisman    | Natalia Afremova   |
| 2016     | Merel Smulders  | Beth Shriever   | Ruby Huisman       |

## Tableau des médailles
Mise à jour après l'édition 2025

### Par pays
Ce tableau inclut tous les médailles de tous les championnats organisés depuis 1982.
| Pos | Pays             |    |    |    | Total |
| --- | ---------------- | -- | -- | -- | ----- |
| 1   | France           | 53 | 46 | 49 | 148   |
| 2   | États-Unis       | 46 | 44 | 46 | 136   |
| 3   | Pays-Bas         | 36 | 39 | 34 | 109   |
| 4   | Australie        | 26 | 22 | 16 | 64    |
| 5   | Grande-Bretagne  | 16 | 17 | 10 | 43    |
| 6   | Colombie         | 14 | 6  | 8  | 28    |
| 7   | Argentine        | 7  | 11 | 7  | 25    |
| 8   | Lettonie         | 7  | 4  | 4  | 15    |
| 9   | Nouvelle-Zélande | 6  | 8  | 9  | 23    |
| 10  | Suisse           | 4  | 6  | 5  | 15    |
| 11  | Équateur         | 4  | 2  | 1  | 7     |
| 12  | Afrique du Sud   | 2  | 1  | 1  | 4     |
| 13  | Venezuela        | 2  | 0  | 1  | 3     |
| 14  | Canada           | 1  | 3  | 4  | 8     |
| 15  | Italie           | 1  | 1  | 1  | 3     |
| 15  | Norvège          | 1  | 1  | 1  | 3     |
| 17  | Brésil           | 1  | 0  | 4  | 5     |
| 18  | Danemark         | 1  | 0  | 4  | 5     |
| 19  | Portugal         | 1  | 0  | 0  | 1     |
| 20  | Tchéquie         | 0  | 5  | 6  | 11    |
| 21  | Allemagne        | 0  | 3  | 6  | 9     |
| 22  | Chili            | 0  | 3  | 2  | 5     |
| 23  | Belgique         | 0  | 2  | 3  | 5     |
| 24  | Russie           | 0  | 2  | 2  | 4     |
| 25  | Autriche         | 0  | 1  | 0  | 1     |
| 25  | Slovaquie        | 0  | 1  | 0  | 1     |
| 27  | Lituanie         | 0  | 0  | 2  | 2     |
| 28  | Japon            | 0  | 0  | 1  | 1     |

### Par cycliste (global)
Ces tableaux incluent les 10 cyclistes les plus titrés tous championnats confondus depuis 1982.
| Place | Coureur            | Pays            |   |   |   | Total |
| ----- | ------------------ | --------------- | - | - | - | ----- |
| 1     | Christophe Lévêque | France          | 7 | 3 | 0 | 10    |
| 2     | Joris Daudet       | France          | 6 | 3 | 5 | 14    |
| 3     | Niek Kimmann       | Pays-Bas        | 5 | 4 | 1 | 10    |
| 4     | Sam Willoughby     | Australie       | 5 | 1 | 0 | 6     |
| 5     | Randy Stumpfhauser | États-Unis      | 4 | 5 | 3 | 12    |
| 6     | Phil Hoogendoorn   | Pays-Bas        | 4 | 0 | 2 | 6     |
| 7     | Donny Robinson     | États-Unis      | 4 | 0 | 0 | 4     |
| 8     | Bas de Bever       | Pays-Bas        | 3 | 4 | 0 | 7     |
| 9     | Kyle Bennett       | États-Unis      | 3 | 0 | 0 | 3     |
| 10    | Dale Holmes        | Grande-Bretagne | 2 | 3 | 3 | 8     |

| Place | Coureuse            | Pays             |   |   |   | Total |
| ----- | ------------------- | ---------------- | - | - | - | ----- |
| 1     | Mariana Pajón       | Colombie         | 9 | 0 | 4 | 13    |
| 2     | Shanaze Reade       | Grande-Bretagne  | 5 | 1 | 0 | 6     |
| 3     | Felicia Stancil     | États-Unis       | 5 | 0 | 0 | 5     |
| 4     | María Gabriela Díaz | Argentine        | 4 | 2 | 1 | 7     |
| 5     | Beth Shriever       | Grande-Bretagne  | 4 | 1 | 0 | 5     |
| 6     | Magalie Pottier     | France           | 4 | 0 | 2 | 6     |
| 7     | Sarah Walker        | Nouvelle-Zélande | 3 | 5 | 4 | 12    |
| 8     | Caroline Buchanan   | Australie        | 3 | 5 | 1 | 9     |
| 9     | Alise Willoughby    | États-Unis       | 3 | 3 | 3 | 9     |
| 10    | Corine Dorland      | Pays-Bas         | 3 | 1 | 1 | 5     |

### Par cycliste (catégorie élite)
Ces tableaux incluent les 10 cyclistes les plus titrés sur les championnats élites (race, cruiser, contre-la-montre) organisés depuis 1982 (sans tenir compte des catégories juniors et espoirs).
| Place | Coureur            | Pays            |   |   |   | Total |
| ----- | ------------------ | --------------- | - | - | - | ----- |
| 1     | Christophe Lévêque | France          | 7 | 3 | 0 | 10    |
| 2     | Randy Stumpfhauser | États-Unis      | 4 | 5 | 3 | 12    |
| 3     | Joris Daudet       | France          | 4 | 3 | 5 | 12    |
| 4     | Phil Hoogendoorn   | Pays-Bas        | 4 | 0 | 2 | 6     |
| 5     | Bas de Bever       | Pays-Bas        | 3 | 4 | 0 | 7     |
| 5     | Niek Kimmann       | Pays-Bas        | 3 | 4 | 0 | 7     |
| 7     | Sam Willoughby     | Australie       | 3 | 1 | 0 | 4     |
| 8     | Kyle Bennett       | États-Unis      | 3 | 0 | 0 | 3     |
| 9     | Dale Holmes        | Grande-Bretagne | 2 | 3 | 3 | 8     |
| 10    | Māris Štrombergs   | Lettonie        | 2 | 1 | 1 | 4     |

| Place | Coureuse            | Pays             |   |   |   | Total |
| ----- | ------------------- | ---------------- | - | - | - | ----- |
| 1     | Mariana Pajón       | Colombie         | 6 | 0 | 4 | 10    |
| 2     | Shanaze Reade       | Grande-Bretagne  | 4 | 1 | 0 | 5     |
| 3     | Caroline Buchanan   | Australie        | 3 | 5 | 1 | 9     |
| 4     | Sarah Walker        | Nouvelle-Zélande | 3 | 3 | 3 | 9     |
| 4     | Alise Willoughby    | États-Unis       | 3 | 3 | 3 | 9     |
| 6     | Corine Dorland      | Pays-Bas         | 3 | 1 | 1 | 5     |
| 6     | María Gabriela Díaz | Argentine        | 3 | 1 | 1 | 7     |
| 8     | Beth Shriever       | Grande-Bretagne  | 3 | 0 | 0 | 3     |
| 9     | Laura Smulders      | Pays-Bas         | 2 | 3 | 2 | 7     |
| 10    | Anita van de Mortel | Pays-Bas         | 2 | 1 | 1 | 4     |